# Али-заде, Эльмира Абдул-Керим кызы
Эльмира Абдул-Керим кызы Али-заде (12 декабря 1940, Ленинград — 28 декабря 2019) — советский и российский филолог-арабист, литературовед, переводчик.

## Биография
Родилась 12 декабря 1940 года в Ленинграде, где жили и учились её родители. Дочь советского историка, востоковеда-арабиста, академика АзССР (1955), лауреата Государственной премии СССР Абдул-Керима Али оглы Али-заде (1906—1979). Мать — домохозяйка Рагима-ханум, получившая педагогическое и медицинское образование. В семье было три дочери и сын. Сестра Захида (азерб. Zahidə Əbdülkərim qızı Əlizadə; род. 1 апреля 1938, Ленинград или Баку) — кандидат исторических наук (1988), старший исследователь Института истории имени А. Бакиханова НАН Азербайджана, доцент (2018).
Выросла в Баку, куда семья вернулась после начала Великой Отечественной войны, в августе 1941 года.
Училась в средней школе № 23 имени А. С. Пушкина (ныне имени Тахира Гасанова) в Баку.
Интерес к востоковедению возник в детстве. Уже в 12 лет помогала отцу составлять библиографии к его трудам.
В 1963 году окончила Бакинский государственный университет по двум специальностям: филолог-арабист и преподаватель русского языка.
В 1967 году в Институте народов Азии АН СССР защитила кандидатскую диссертацию на тему «Зарождение современной египетской новеллистики».
С 1967 по 1978 год работала научным сотрудником в Институте стран Ближнего и Среднего Востока АН АзССР.
После того как директором Института народов Азии АН СССР стал Евгений Примаков, переехала в Москву и в 1979 году поступила на работу в отдел литератур народов Азии Института, где проработала 41 год.
Была ответственным редактором научных сборников.
Под её руководством защищены пять кандидатских диссертаций.
В 2016 году выступала с докладом на Всероссийской научной конференции «Толстовские чтения» в Государственном музее Л. Н. Толстого в Москве. Участвовала в XI, XII и XIII Международном семинаре переводчиков произведений Л. Н.Толстого и других русских классиков в Государственном мемориальном и природном заповеднике «Ясная Поляна» в 2016—2018 годах.
Умерла 28 (27) декабря 2019 года.

## Публикации
В 1974 году в Главной редакции восточной литературы издательства «Наука» в Москве вышла её первая монография «Египетская новелла: Зарождение и формирование жанра», основанная на кандидатской диссертации.
В 1983 году в серии книг «Писатели и ученые Востока» в Главной редакции восточной литературы издательства «Наука» в Москве вышла её вторая монография «Махмуд Теймур», посвященная творчеству египетского писателя Махмуда Теймура.
В 1990-х годах по приглашению Светланы Прожогиной приняла участие в её проекте по созданию серии коллективных монографий «История национальных литератур стран Магриба». В 1993 году в издательстве «Восточная литература» РАН вышла «Литература Туниса», третья книга серии, для которой Эльмира Али-заде написала очерк о развитии тунисской арабской прозы XX века.
В 2007 году в издательстве «Восточная литература» РАН опубликован её фундаментальный труд «История литературы Сирии XIX—XX веков».
Занималась изучением влияния классической русской литературы на арабскую культуру XX века. В 2014 году в Институт востоковедения РАН опубликовал её всеобъемлющее исследование «Русская литература и арабский мир (к истории арабо-русских литературных связей). Книга 1», в которое вошли очерки об истории приобщения арабских читателей к произведениям Н. В. Гоголя, И. С. Тургенева и А. П. Чехова. В 2020 году, уже после её смерти вышло продолжение — «Русская литература и арабский мир (к истории арабо-русских литературных связей). Книга 2» о восприятии в арабских странах творчества Л. Н. Толстого и Ф. М. Достоевского.
Автор множества научных статей по проблемам современной арабской литературы.

## Переводы
Занималась художественными переводами с арабского на русский язык. Перевела с Владимиром Шагалем повесть сирийского писателя Али Окля Орсана «Голанские высоты», изданную в Библиотеке журнала «Иностранная литература» в 1985 году, и роман «Судьба моряка» сирийского писателя Ханна Мина, опубликованный в издательстве «Радуга» в 1985 году.

## Личная жизнь
Родила дочь.